# مجلس الشورى الإسلامي (إيران)
مجلس الشورى الإسلامي (بالفارسية: مجلس شورای اسلامی) ويدعى أيضًا بالبرلمان الإيراني ويسمونه أحيانا بمجلس الشعب (بالفارسية: خانه ملت) وهو هيئة تشريعية (سلطة تشريعية) وطنية في إيران. حيث نص الدستور الإيراني على أن تمارس السلطة التشريعية عن طريق مجلس الشورى الذي ينتخب بالاقتراع السري والمباشر لمدة أربع سنوات ولا يحق له أن يسن القوانين المغايرة لأصول وأحكام المذهب الرسمي للبلاد أو المغايرة للدستور. في البرلمان حاليًا 290 عضوًا زائدًا عما كان عليه حيث كان فيه قبل الانتخابات التشريعية الإيرانية في عام 2000م، 272 عضوًا. جرت الانتخابات الأخيرة يوم 26 فبراير 2016 م وعقدت أولى جلساته في 28 مايو 2016م.

## نسبة مشاركة الشعب الإيراني في الانتخابات
وفي الانتخابات التي نظمت بعد الثورة الإسلامية في إيران بقيادة روح الله الخميني يلاحظ أن نسبة المشاركة فيها كانت كالتالي:
| الانتخابات | ملاحظات                                    | النسبة |
| ---------- | ------------------------------------------ | ------ |
| 1          | عقدت أولى الجلسات في 1980 م                | 52 ٪   |
| 2          | عقدت أولى الجلسات في 1984 م                | 65 ٪   |
| 3          | عقدت أولى الجلسات في 1988 م                | 60 ٪   |
| 4          | عقدت أولى الجلسات في 1992م                 | 58 ٪   |
| 5          | عقدت أولى الجلسات في 8 مارس 1996م          | 70 ٪   |
| 6          | عقدت أولى الجلسات في 18 فبراير 2000م       | 67 ٪   |
| 7          | عقدت أولى الجلسات في 20 فبراير 2004 م      | 52 ٪   |
| 8          | عقدت أولى الجلسات في 14 مارس 2008م         | 51 ٪   |
| 9          | عقدت أولى الجلسات يوم الجمعة،2 مارس 2012 م | 64 ٪   |
| 10         | عقدت أولى الجلسات في 28 مايو 2016م         | 62 ٪   |

## التاريخ

### في العهد الملكي لإيران
قبل الثورة الإسلامية في إيران وفي عهد الدولة البهلوية كان البرلمان الإيراني مقسمًا إلى قسمين: -
الأول: يسمى (بالفارسية: مجلس) وهو بما يسمى الآن بالعربية مجلس العموم وأحيانًا يدعى بالمجلس الأدنى وأحيانا أخرى بمجلس النواب أو مجلس الشعب في بعض المناطق.
الثاني: مجلس الشيوخ أو المجلس الأعلى (بالفارسية: کاخ مجلس سنا) وكان هذا من عام 1906 م إلى 1979 م وكان هذا نتيجة للثورة الدستورية الفارسية الواقعة عام 1906م وكان أول اجتماع للمجلس في 6 نوفمبر 1906 م (بالتقويم الفارسي:13 مهر 1285 هـ.ش).

#### أبرز ما أنجزه المجلس في العهد الملكي
1. قانون الحماية الأسري الصادر في عام 1967 م الذي منح المرأة العديد من الحقوق كحق الحضانة عند الطلاق.
2. لم يسمح للنساء بالتصويت أو الترشح للبرلمان إلا عام 1963 م، ضمن إصلاحات للشاه تحت عنوان «الثورة البيضاء»(تظاهرات 5 يوليو 1963 في إيران). افتتحت الجمعية الوطنية الاستشارية الحادية والعشرين، والتي ضمت عدد من النساء كأعضاء في البرلمان في 6 أكتوبر 1963.

#### آخر جلسة في العهد الملكي
كانت آخر جلسة للبرلمان في العهد الملكي قبل الثورة يوم السابع من فبراير 1979 م (بالتقويم الفارسي: 18 بهمان 1357 هـ.ش)
قبل الثورة بسبع أشهر وعشرين يومًا.

## بعد الثورة الإسلامية: جمهورية إسلامية في إيران
بعد الثورة الإسلامية عام 1979، تم إلغاء مجلس الشيوخ واستبدل بمجلس صيانة الدستور وبالتالي ظلت السلطة التشريعية مكونة من برلمان من مجلسين. في تنقيح عام 1989 للدستور، عدل الاسم من مجلس الشورى الوطني إلى مجلس الشورى الإسلامي.

### رؤساء المجلس بعد الثورة
من بعد الثورة تولى رئاسة البرلمان الإيراني خمسة رؤساء هم بالترتيب.
| مجلس الشورى الإسلامي (بعد الثورة) | مجلس الشورى الإسلامي (بعد الثورة) | مجلس الشورى الإسلامي (بعد الثورة)   | مجلس الشورى الإسلامي (بعد الثورة) | مجلس الشورى الإسلامي (بعد الثورة) | مجلس الشورى الإسلامي (بعد الثورة) |
| --------------------------------- | --------------------------------- | ----------------------------------- | --------------------------------- | --------------------------------- | --------------------------------- |
| 1                                 |                                   | أكبر هاشم رفسنجاني (1934–)          | 28 يوليو 1980                     | 3 أغسطس 1989                      | مجمع علماء الدين المجاهدين        |
| 2                                 |                                   | مهدي كروبي (1937–)                  | 3 أغسطس 1989                      | 3 مايو 1992                       | مجمع علماء الدين المجاهدين        |
| 3                                 |                                   | علي أکبر ناطق‌ نوري (1944–)          | 3 مايو 1992                       | 3 مايو 2000                       | مجمع علماء الدين المجاهدين        |
| 4                                 |                                   | مهدي كروبي التولي الثاني له (1937–) | 3 مايو 2000                       | 2 مايو 2004                       | مجمع علماء الدين المجاهدين        |
| 5                                 |                                   | غلام علي حداد عادل (1945–)          | 3 مايو 2004                       | 2 مايو 2008                       | جمعیت ایثارگران انقلاب اسلامی     |
| 6                                 |                                   | علي لاريجاني (1957–)                | 2 مايو 2008                       | 26 مايو 2020                      | أتباع الولاية                     |

ويوصف البرلمان الإيراني من أنه قد تحول من كونه «غرفة مناقشة للوجهاءو الممثلين للشعب» إلى «نادٍ لرجال الشاه» في العهد البهلوي، ثم إلى هيئة يهيمن عليها أعضاء من «الطبقة الوسطى المالكة» في عهد ما بعد الثورة.

## مهام وصلاحيات وحدود المجلس
يتمتع البرلمان الإيراني بكثير من الصلاحيات لكنها تبقى في النهاية تحت ولاية الفقيه وفيما يلي صلاحيات ومهام وحدود المجلس الشوري الإيراني.

### مهام المجلس وصلاحياته
1. تفسير القوانين والتدقيق والتحقيق في جميع شؤون البلاد والمصادقة
2. مناقشة خطط وجداول أعمال الحكومة للمصادقة عليها، ومناقشة أي جدول أعمال مقدم من 15 عضوا على الأقل.
3. المناقشة والمساءلة في كل الشؤون القومية.
4. المصادقة على كل البروتوكولات والمواثيق والعقود والمعاهدات والاتفاقيات الدولية وعلى عمليات الاقتراض والإقراض أو منح المساعدات داخل البلاد وخارجها.
5. إحداث تغييرات طفيفة في الخط الحدودي للبلاد بشرط اعتبار المصالح القومية وموافقة أربعة أخماس الأعضاء.
6. الموافقة أو الرفض على طلب الحكومة بإعلان أحكام الطوارئ لمدة لا تزيد عن 30 يوما.
7. التصويت على منح أو سحب الثقة وكذلك توجيه أسئلة واستجواب واستيضاح رئيس الجمهورية والوزراء أو أي موظف حكومي.
8. يحق له، بغالبية ثلث أعضائه، طرح الثقة برئيس الجمهورية عند عدم كفاءته على أن يرفع إلى مقام القيادة للإطلاع عليه

### حدود صلاحيات المجلس
وحدود المجلس في ألا يسن قوانين تتعارض مع الدين والمذهب.

### في حالة وجود خلاف
يتم بت الخلاف بين مجلس الشورى ومجلس صيانة الدستور في حال حدوثه عن طريق مجمع تشخيص مصلحة النظام.

## المراكز التابعة له
لمجلس الشورى الإسلامي أيضا مراكز تابعة له من ضمنها مكتبة المجلس، ومركز أبحاث المجلس في طهران ومركز الدراسات الإسلامية التابع لمجلس الشورى الإسلامي في قم.

## أعضاء البرلمان
حاليًا يوجد في البرلمان 290 عضوًا، 14 منهم من غير المسلمين ممثلين لأقليات دينية ما يقارب من (4.8 ٪) من المجلس.
النساء يمثلن 8 ٪، بينما عالميًا نسبة النساء في المجالس تقارب 13٪.
على جميع المرشحين أن يتعهدوا خطيّاً باحترام الدستور الإيراني وعدم مخالفته مع العلم أن جميع المرشحين للمجلس وكذلك جميع التشريعات يجب أن يوافق عليها مجلس صيانة الدستور.
هناك سبعة شروط أساسية لقبول ترشحات الأعضاء هي كالتالي 
1. أن يكون متمسكًا بدستور الجمهورية الإيرانية وولاية الفقيه وألا يخالفهما.
2. أن يكون إيراني الجنسية.
3. أن يكون مؤهلا عقليًا وجسمانيا كامل القوى في نطقه وسماعه وبصره.
4. شهادة (لا حكم عليه) بمعنى ألا يكون محكوما عليه في قضايا جنائية أو محكومات قضائية.
5. أن يُعهد عن المرشح حُسْن السيرة والسمعة.
6. أقل سن للمرشح 30 عامًا والحد الأعلى 75 عامًا.
7. أن يكون حاصلا على درجة الماجستير على الأقل أو ما يعادلها (أو أن يكون حاصلًا على البكالوريوس من خمس سنوات قبل الترشح).

## توزيع المقاعد

### تمثيل الأقليات الدينية في البرلمان
كفل الدستور الإيراني طبقُا للمادة 26 للأقليات الدينية من اليهود والأرمن والآشوريون والزردشت حق التمثيل في المجلس لكل منهم مقعد.
عدا الأرمن مقعدين لسببين هما:-
1. كثرة عددهم نسبيا مقارنة بالأقليات الأخرى
2. توزعهم الجغرافي فهناك مقعدٌ لأرمن الشمال وآخر للجنوب.[7]

و بجمع هذه المقاعد تشغل الأقليات الدينية خمس مقاعد في البرلمان من أصل 290 مقعدًا

### عدد مقاعد كل محافظة في مجلس النواب
في الجدول أدناه توزيع 285 مقعدًا في البرلمان بين الواحد وثلاثين محافظة إيرانية
| المحافظة          | تعداد الكراسي | المحافظة         | تعداد الكراسي | المحافظة           | تعداد الكراسي | المحافظة           | تعداد الكراسي | المحافظة        | تعداد الكراسي |
| ----------------- | ------------- | ---------------- | ------------- | ------------------ | ------------- | ------------------ | ------------- | --------------- | ------------- |
| أذربيجان الشرقية  | 19            | أذربيجان الغربية | 12            | أردبيل             | 7             | اصفهان             | 19            | البرز           | 3             |
| ایلام             | 3             | بوشهر            | 4             | طهران              | 35            | چهارمحال و بختیاری | 4             | خراسان الجنوبية | 4             |
| خراسان رضوی       | 18            | خراسان الشمالية  | 4             | محافظة خوزستان     | 18            | زنجان              | 5             | سمنان           | 4             |
| سیستان و بلوچستان | 8             | فارس             | 18            | قزوین              | 4             | قم                 | 3             | کردستان         | 6             |
| کرمان             | 10            | کرمانشاه         | 8             | کهگلویه و بویراحمد | 3             | گلستان             | 7             | گیلان           | 13            |
| لرستان            | 9             | مازنداران        | 12            | مرکزی              | 7             | هرمزگان            | 5             | همدان           | 9             |
| یزد               | 4             |                  |               |                    |               |                    |               |                 |               |

### مبنى البرلمان

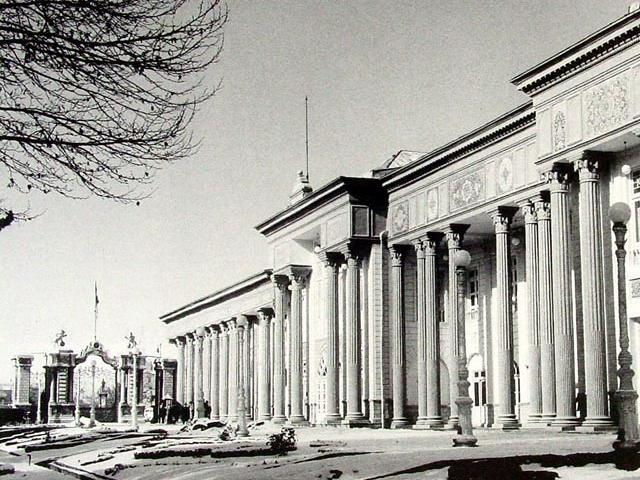
مبنى مجلس الشورى الإيراني القديم في ساحة بهارستان عام 1956 م

من عام 1979، كان البرلمان يُعقد في المبنى الذي كان يستخدم من قبل المجلس الأعلى الإيراني (مجلس الشيوخ). ثم بُني مبنىً جديد للجمعية في ساحة بهارستان في وسط طهران، بالقرب من مبنى البرلمان الإيراني القديم الذي كان يستخدم من عام 1906 إلى 1979. وبعد عدة مناقشات، تمت الموافقة أخيرا على الانتقال للمبنى الجديد في عام 2004. وعقدت الدورة الأولى للبرلمان في 16 نوفمبر 2004 في المبنى الجديد.
صورة المبنى القديم مطبوعة على ظهر المئة ريال إيراني.

## معرض صور

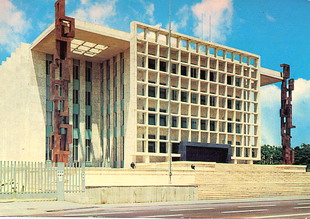
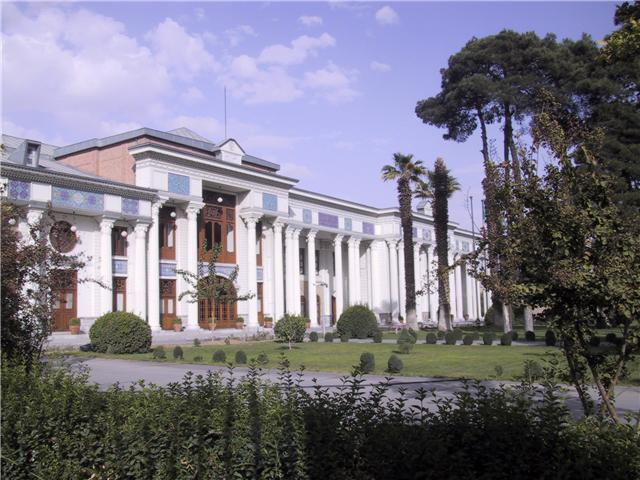
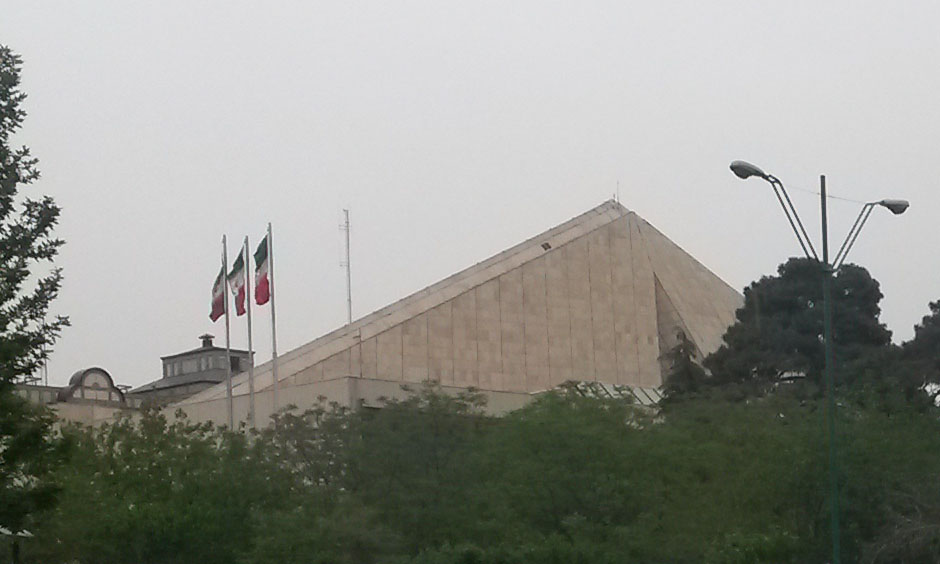

## أحداث تعرض لها المجلس
في 7 يونيو 2017، نفذ هجومان في نفس الوقت ضد البرلمان الإيراني وضريح روح الله الخميني، مما أسفر عن مقتل 12 شخصًا وإصابة 42 بجروح.

## المَراجع
1. 1 2  روسيا اليوم: لاريجاني رئيسا لمجلس الشورى الإيراني نسخة محفوظة 30 يونيو 2016 على موقع واي باك مشين.
2. ↑  نسبة المشاركة في الانتخابات من صحيفة عصر إيران. [وصلة مكسورة] نسخة محفوظة 8 مايو 2017 على موقع واي باك مشين.
3. ↑  Abrahamian، History of Modern Iran، (2008)، p. 179
4. ↑  Islamic Majles، Ashnai-ye Ba Majles-e Showra-ye Islami، Vol.ii (Guide to the Islamic Majles، Tehran، 1992، p. 205
5. ↑  / شبكة بيان الإيرانية. نسخة محفوظة 01 يونيو 2016 على موقع واي باك مشين.
6. ↑  دستور جمهورية إيران الإسلامية. [وصلة مكسورة] نسخة محفوظة 21 يوليو 2017 على موقع واي باك مشين.
7. ↑  قسم البحوث و الدراسات بقناة الجزيرة نسخة محفوظة 27 يونيو 2017 على موقع واي باك مشين.
8. ↑  تعداد نمایندگان هر استان در مجلس دهم نسخة محفوظة 25 نوفمبر 2016 على موقع واي باك مشين.
9. ↑  Central Bank of Iran نسخة محفوظة 3 فبراير 2021 على موقع واي باك مشين.. Banknotes & Coins: 100 Rials. – Retrieved on 24 March 2009. نسخة محفوظة 26 يناير 2018 على موقع واي باك مشين.